# الهجوم على ترام ساراييفو 1996
وقع الهجوم على ترام ساراييفو 1996 في يوم 9 يناير 1996 في مدينة ساراييفو بجمهورية البوسنة والهرسك. ووقع الهجوم بعد شهر من انتهاء حرب حرب البوسنة والهرسك أثناء تنفيذ اتفاقية دايتون.
في الساعة السادسة تقريبًا من مساء يوم 9 يناير 1996، أطلقت قذيفة صاروخية من سلاح آر بي جي على ترام يسير في الشارع الرئيسي بمدينة ساراييفو. واخترقت القذيفة الترام وقامت بتفجيره. وأسفر الحادث عن مقتل مرصادا دوريك البالغ من العمر 55 عامًا، وإصابة 19 مدنيًا آخرين. وقد أطلقت القذيفة من حي غرابافيتشا. في الوقت الذي كانت فيه غرابافيتشا تحت سيطرة الصرب. ومع ذلك، فوفقًا لأحكام اتفاقية دايتون للسلام، كان من المقرر تسليمها إلى اتحاد البوسنة والهرسك في نهاية فبراير 1996.
بعد الهجوم، قامت قوات فرنسية من قوات التنفيذ (IFOR) بتفتيش المبنى الذي أطلقت منه القذيفة ولكن لم تعثر على الفاعل. ولم يتم بعد القبض على مرتكب الهجوم.